# Mów do mnie jeszcze (film)
Mów do mnie jeszcze – polski niemy film fabularny (romans) z 1922 roku. Obraz nie zachował się do dziś.

## Fabuła
Akcja filmu toczyła się w Zakopanem i była osnuta wokół słów tytułowej piosenki (sł. Kazimierz Przerwa-Tetmajer, muz. Napoleon Rutkowski).

## Obsada
- Maria Jelita
- Anna Norska
- Bronisława Niedzielska
- Zygmunt Muroński
- Witold Korzeniowski
- Feliks Szczęsny